# Dioguardi (cognome)
Dioguardi è un cognome di lingua italiana.

## Varianti
Diotiguardi, Guardati, Guardi, Guardini, Guarducci.

## Origine e diffusione
Cognome tipicamente centrale, è presente prevalentemente in Toscana.
Potrebbe avere come significato "Dio ti conservi". In quanto di esplicito rimando teoforico, è affine ai cognomi Di Dio, Diodati, Diotallevi, Mantegna e Vacondio; potrebbe inoltre presentare affinità con i cognomi Donadio e Donato.

## Persone
- Daniela Dioguardi – politica italiana
- Gianfranco Dioguardi – accademico e imprenditore italiano
- Joseph J. DioGuardi – politico statunitense di origini italo-albanesi